# Prima Lega 1975-1976 (calcio)
La Prima Lega 1975-1976, campionato svizzero di terza serie, si concluse con la vittoria del Mendrisiostar.

## Regolamento
Scopo del torneo è quello di ottenere due promozioni e quattro retrocessioni.
Torneo svolto in due fasi: la prima fase vede le 39 squadre partecipanti suddivise, con criterio regionale, in tre gironi composti da 13 squadre ciascuno, in cui le prime due classificate di ogni girone, si affrontano nella fase finale, in un minitorneo a sei, per stabilire le due squadre promosse in Lega Nazionale B. La fase finale vede incontri ad eliminazione diretta il primo turno, dalla quale si qualificano le tre quadre che si incontrano in un mini torneo a tre. Le ultime squadre classificate di ciascun girone vengono retrocesse direttamente in Seconda Lega. Per stabilire la quarta squadra da retrocedere, le penuntime classificate di ogni girone si affrontano in un mini torneo a tre, di queste tre l'ultima classificata retrocede.

## Girone ovest

### Classifica finale
|  | Pos. | Squadra                   | Pt | G  | V  | N  | P  | GF | GS | DR  |
|  | ---- | ------------------------- | -- | -- | -- | -- | -- | -- | -- | --- |
|  | 1.   | Bulle                     | 35 | 24 | 16 | 3  | 5  | 45 | 29 | +16 |
|  | 2.   | Berna                     | 32 | 24 | 14 | 4  | 6  | 43 | 30 | +13 |
|  | 3.   | Stade Lausanne            | 28 | 24 | 11 | 6  | 7  | 49 | 35 | +14 |
|  | 4.   | Dürrenast                 | 26 | 24 | 9  | 8  | 7  | 45 | 39 | +6  |
|  | 5.   | ASI Audax-Friul Neuchâtel | 24 | 24 | 9  | 6  | 9  | 42 | 42 | +0  |
|  | 6.   | Meyrin                    | 24 | 24 | 6  | 12 | 6  | 33 | 35 | -2  |
|  | 7.   | Boudry                    | 24 | 24 | 10 | 4  | 10 | 31 | 33 | -2  |
|  | 8.   | Central Friburgo          | 24 | 24 | 10 | 4  | 10 | 28 | 31 | -3  |
|  | 9.   | Fétigny                   | 23 | 24 | 8  | 7  | 9  | 33 | 41 | -8  |
|  | 10.  | Stade Nyonnais            | 21 | 24 | 7  | 7  | 10 | 35 | 31 | +4  |
|  | 11.  | Monthey                   | 21 | 24 | 6  | 9  | 9  | 23 | 28 | -5  |
|  | 12.  | Le Locle-Sports           | 20 | 24 | 7  | 6  | 11 | 29 | 25 | +4  |
|  | 13.  | Montreux-Sports           | 10 | 24 | 1  | 8  | 15 | 25 | 62 | -37 |

Legenda:

      Ammessa alla fase finale per la promozione in Lega Nazionale B 1976-1977.

      Retrocessa in Seconda Lega 1976-1977.

Note:
Due punti a vittoria, uno a pareggio, zero a sconfitta.

## Girone centrale

### Classifica finale
|  | Pos. | Squadra           | Pt | G  | V  | N  | P  | GF | GS | DR  |
|  | ---- | ----------------- | -- | -- | -- | -- | -- | -- | -- | --- |
|  | 1.   | SC Zugo           | 33 | 24 | 13 | 7  | 4  | 41 | 17 | +24 |
|  | 2.   | Kriens            | 32 | 24 | 10 | 12 | 2  | 42 | 22 | +20 |
|  | 3.   | Laufen            | 29 | 24 | 11 | 7  | 6  | 35 | 25 | +10 |
|  | 4.   | Köniz             | 29 | 24 | 11 | 7  | 6  | 29 | 21 | +8  |
|  | 5.   | Delémont          | 29 | 24 | 12 | 5  | 7  | 36 | 33 | +3  |
|  | 6.   | Soletta           | 24 | 24 | 9  | 6  | 9  | 29 | 27 | +2  |
|  | 7.   | Brunnen           | 24 | 24 | 8  | 8  | 8  | 34 | 34 | +0  |
|  | 8.   | Buochs            | 22 | 24 | 8  | 6  | 10 | 34 | 39 | -5  |
|  | 9.   | Zugo              | 20 | 24 | 8  | 4  | 12 | 33 | 46 | -13 |
|  | 10.  | Boncourt          | 18 | 24 | 7  | 4  | 13 | 31 | 35 | -4  |
|  | 11.  | Kleinhüningen     | 18 | 24 | 6  | 6  | 12 | 21 | 41 | -20 |
|  | 12.  | Concordia Basilea | 17 | 24 | 5  | 7  | 12 | 23 | 38 | -15 |
|  | 13.  | Emmenbrücke       | 17 | 24 | 5  | 7  | 12 | 25 | 35 | -10 |

Legenda:

      Ammessa alla fase finale per la promozione in Lega Nazionale B 1976-1977.

      Retrocessa in Seconda Lega 1976-1977.

Note:
Due punti a vittoria, uno a pareggio, zero a sconfitta.

## Spareggio per la retrocessione
In seguito alla situazione di paritá, si ricorre ad uno spareggio per stabilire la squadra retrocessa.
| 1 giugno 1976 | Concordia Basilea | 2 - 1 | Emmenbrücke | Olten |
| 1 giugno 1976 |                   |       |             | Olten |

## Girone est

### Classifica finale
|  | Pos. | Squadra           | Pt | G  | V  | N  | P  | GF | GS | DR  |
|  | ---- | ----------------- | -- | -- | -- | -- | -- | -- | -- | --- |
|  | 1.   | Mendrisio         | 33 | 24 | 12 | 9  | 3  | 39 | 24 | +15 |
|  | 2.   | Morbio            | 32 | 24 | 12 | 8  | 4  | 32 | 19 | +13 |
|  | 3.   | Locarno           | 28 | 24 | 11 | 6  | 7  | 28 | 20 | +8  |
|  | 4.   | Frauenfeld        | 27 | 24 | 12 | 3  | 9  | 43 | 28 | +15 |
|  | 5.   | Sciaffusa         | 26 | 24 | 10 | 6  | 8  | 32 | 25 | +7  |
|  | 6.   | Blue Stars Zurigo | 25 | 24 | 9  | 7  | 8  | 44 | 36 | +8  |
|  | 7.   | Baden             | 25 | 24 | 7  | 11 | 6  | 26 | 24 | +2  |
|  | 8.   | Brühl             | 23 | 24 | 9  | 5  | 10 | 41 | 33 | +8  |
|  | 9.   | Red Star Zurigo   | 23 | 24 | 11 | 1  | 12 | 34 | 48 | -14 |
|  | 10.  | Chur              | 22 | 24 | 7  | 8  | 9  | 34 | 42 | -8  |
|  | 11.  | Rüti              | 22 | 24 | 8  | 6  | 10 | 25 | 34 | -9  |
|  | 12.  | Tössfeld          | 16 | 24 | 5  | 6  | 13 | 23 | 37 | -14 |
|  | 13.  | Giubiasco         | 10 | 24 | 1  | 8  | 15 | 18 | 49 | -31 |

Legenda:

      Ammessa alla fase finale per la promozione in Lega Nazionale B 1976-1977.

      Retrocessa in Seconda Lega 1976-1977.

Note:
Due punti a vittoria, uno a pareggio, zero a sconfitta.

## Fase Finale Promozioni
La fase finale stabilisce le due squadre promosse in Lega Nazionale B.

### Primo turno
6 e 13 giugno 1976
| Berna | 1 - 1 e 1 - 2 | Mendrisio |

1 e 8 giugno 1975
| Kriens | 3 - 1 e 0 - 1 | Bulle |

8 e 15 giugno 1975
| Locarno | 1 - 0 e 0 - 3 | SC Zugo |

### Secondo turno
Le tre quadre qualificate s'incontrano in un mini torneo a tre con partite di solo andata.

### Classifica finale
| Squadra   | P.ti | G | V | N | P | GF | GS | DR |
| --------- | ---- | - | - | - | - | -- | -- | -- |
| Mendrisio | 3    | 2 | 1 | 1 | 0 | 3  | 2  | +1 |
| Kriens    | 2    | 2 | 1 | 0 | 1 | 2  | 1  | +1 |
| SC Zugo   | 1    | 2 | 0 | 1 | 1 | 2  | 4  | -2 |

#### Risultati
20 giugno 1976
| Kriens | 2 - 0 | SC Zugo |

27 giugno 1976
| Mendrisio | 1 - 0 | Kriens |

4 luglio 1976
| SC Zugo | 2 - 2 | Mendrisio |

## Fase Finale Retrocessione
La fase finale stabilisce la squadra tra le penultime classificate chi discende in Seconda Lega.

### Classifica finale
| Squadra           | P.ti | G | V | N | P | GF | GS | DR |
| ----------------- | ---- | - | - | - | - | -- | -- | -- |
| Le Locle-Sports   | 3    | 2 | 1 | 1 | 0 | 2  | 1  | +1 |
| Concordia Basilea | 2    | 2 | 1 | 0 | 1 | 4  | 3  | +1 |
| Tössfeld          | 1    | 2 | 0 | 1 | 1 | 1  | 3  | -2 |

#### Risultati
6 giugno 1976
| Le Locle-Sports | 2 - 1 | Concordia Basilea |

13 giugno 1976
| Tössfeld | 0 - 0 | Le Locle-Sports |

20 giugno 1976
| Concordia Basilea | 3 - 1 | Tössfeld |

## Verdetti Finali
- FC Mendrisiostar vincitore del torneo.
- FC Mendrisostar e SC Kriens promosse in Lega Nazionale B
- Montreux-Sports, FC Emmenbrücke, FC Tössfeld e US Giubiasco retrocesse in Seconda Lega.